# Perhexilin
A perhexilin (INN: perhexiline) súlyos angina elleni gyógyszer. A koszorúerek tágítása révén hat. Elősegíti a vérlemezkék nitrogénmonoxid-érzékenységét is a cGMP-érzékenység fokozása révén.
Ritka, de súlyos mellékhatásai miatt (májkárosodás, neuropátia(en)) másodlagos szerként használatos, de az utóbbi néhány évben megújult a tudományos érdeklődés iránta.

## Hatásmód
Gátolja a karnitin-palmitoiltranszferáz-1(en) (CPT1) enzimet, így a zsíranyagcserét (a hosszú láncú zsírsavak lebontását). Kisebb mértékben gátolja a karnitin-palmitoiltranszferáz-2(en) enzimet is, ezáltal elősegíti a szénhidrát anyagcserét. Ez az oxigéntakarékos folyamat magyarázza az angina-ellenes hatást.
A perhexilin a CYP2D6(en) jelű enzim katalizálásával bomlik le cisz- és trans-OH-perhexilinre. Genetikai különbségek miatt a felezési idő 1–2 nap és 30–40 nap közötti lehet. A vérplazma monitorozása révén a szer plazmabeli felhalmozódása, így a mellékhatások az adag megfelelő módosításával elkerülhetők.
A depresszió elleni legtöbb szelektív szerotoninvisszavétel-gátló gyógyszer (kivéve a citalopramot és a fluvoxamint) gátolja a CYP2D6 enzim működését, ezért perhexilinnel együtt szedni ellenjavallt.

## Adagolás
A kezdő adag napi 100 mg, melyet később sem ajánlatos 300 mg fölé emelni, bár bizonyos esetekben napi 400 mg-ra is szükség lehet.

## Mellékhatások
Rövid távon: hányinger, szédülés, cukorbetegek esetén hypoglychaemia (a vércukorszint leesése).
Legalább három havi folyamatos kezelés után: szédülés, járási bizonytalanság és rendellenesség, hányinger, hányás, anorexia (étvágytalanság), mérsékelt (2–4 kg-os) súlyvesztés. A szérum enzimek (AST(en), ALT(en), alkalin foszfatáz(en)), a bilirubin valamint a lipid- és trigliceridszint mérsékelt, átmeneti emelkedése. Az EKG-görbén a T-hullámok csökkenése és a Q-T-távolság növekedése.

## Készítmények
Nemzetközi forgalomban:
- Pexid
- Pexsig

Magyarországon nincs forgalomban.